# Autopiedade
Autopiedade é o sentimento, emoção ou comportamento de pena de si próprio diante de um evento estressante. É um sentimento associado ao autoconforto com importante papel nas relações humanas. Pode envolver desde um comportamento breve, ocasional e transitório como comer doces após um dia estressante até um traço de personalidade central expressado mesmo sem provocação ou diante de percepções distorcidas e que causa sofrimento a si e aos outros mas é mantido por um ganho secundário.

## Interpretação psicanalítica
Na psicanálise é entendida como uma reação hipercatártica com energia libidinal, que gera prazer e dor e está bastante associado ao autoconforto.

## Interpretação cognitivo-comportamental
Geralmente é um coping emotivo, ou seja, tem por objetivo aliviar os estímulos emocionais aversivos e não servir na resolução efetiva dos problemas que pode obter reforço positivo tanto por comportamentos emocionais como a atenção, piedade, tolerância e apoio dos outros quanto por comportamentos funcionais pela resolução efetiva do problema por outra pessoa.

## Transtornos psicológicos associados
É mais frequente em pacientes com depressão, transtorno de personalidade limítrofe e transtorno de personalidade histriônica.

## Tratamento
Caso a autopiedade seja excessiva, segundo a terapia cognitivo-comportamental a solução é a extinção dos reforços positivos como atenção, piedade, tolerância e sentir compaixão diante da autopiedade e principalmente de resolver os problemas no lugar da pessoa. Pode ser um problema particularmente sério em processos de vitimização e de co-dependência.